# Cannella (Einheit)
Die Cannella, wörtlich Zimt, war ein italienisches Längenmaß und die große Canna. Sie gehörte zu den älteren genuesischen Maßen. Anwendung fand es bei ausländischen Textilien (Leinenprodukte), Seide war ausgenommen. Als C.-quadrati oder C.-cubit fand das Maß als Flächen- und Volumenmaß Anwendung. Die Canna (1 C. = 109,973 Par. Linien = 2,8408 Meter) hatte oft den Aufschlag von 4 Promille wegen Seidenwaren/Ausland und beim Flächenmaß ist von einer Canna mit 2,4907232 Meter (rechn.) auszugehen.

## Längenmaß
- 1 Cannella = 12 Palmi = 2,98 Meter

## Flächenmaß
- 1 Cannella quadrata = 100 Quadrat-Palmi = 6,20484 Quadratmeter[2][3]